# Королівська академія драматичного мистецтва
Королівська академія драматичного мистецтва (англ. Royal Academy of Dramatic Art (RADA)) — одна з найвідоміших театральних шкіл у світі, а також одна з найстаріших драматичних шкіл у Великій Британії. Академія була заснована 1904 року англійським театральним актором Гербертом Бірбомом Три, і розташовується в лондонському кварталі Блумсбері. Академія підляга́є Королівському коледжеві, який є частиною Лондонського університету.
Академія щорічно приймає 28 нових студентів на трирічне навчання зі ступенем бакалавр. Крім акторських спеціальностей академія готує і технічний персонал для театрів. Випускниками академії в різні роки стали багато знаменитих акторів і акторок, серед яких Ута Гаген, Маргарет Локвуд, Джон Гілгуд, Джоан Коллінз, Майкл Кейн, Йоан Гріффіт, Тімоті Далтон, Ентоні Хопкінс, Ерік Робертс, Шон Бін, Бен Вішоу.
З 2007 року президентом академії є Річард Аттенборо, головою сер Стівен Вейл-Коен, а його заступниками Алан Рікман і Майкл Аттенборо.

## Історія
RADA була заснована 25 квітня 1904 року актором-менеджером сером Гербертом Бірбомом Трієм у Театрі Його Величності на Хеймаркеті, Вест-Енд. У 1905 р. RADA переїхала на вулицю Гауер-стріт 62, і була створена керуюча рада для нагляду за школою. Серед її членів був Джордж Бернард Шоу, який пізніше пожертвував RADA гонорари зі своєї п'єси «Пігмаліон», а також читав лекції студентам школи.
У 1920 р. RADA отримала Королівський статут, а в 1921 р. на Маолет-стріт, було побудовано приміщення нового театру. Едуард, принц Уельський відкрив театр. У 1923 році Джон Гілгуд рік навчався в RADA. Згодом він став президентом академії та її першим почесним співробітником. У 1924 році RADA отримала першу державну субсидію — грант у розмірі 500 фунтів стерлінгів. Будинки на Гауер-стріт були знесені в 1927 році і замінені новим будинком, фінансованим Джорджем Бернардом Шоу, який заповів третину своїх гонорарів академії після своєї смерті в 1950 році.
У 2000 році Академія заснувала RADA Enterprises Ltd, тепер відому як RADA Business, пропонуючи навчальні програми та тренінги для організацій та приватних осіб у галузі комунікацій та побудови команд, що використовують прийоми драматичного навчання в бізнес-контексті. Прибуток повертається в Академію, щоб допомогти покрити витрати.
У 2001 році RADA об'єдналася з Лондонською школою сучасного танцю, щоб створити першу у Великій Британії Консерваторію танців і драми (CDD). RADA залишила CDD у серпні 2019 року, щоб стати незалежним постачальником вищої освіти. RADA також є членом-засновником Федерації драматичних шкіл, створеної в 2017 році.
У 2011 році спільно з RADA була заснована Академія Lir в Трініті Коледжі Дубліна при партнерстві з Cathal Ryan Trust. RADA зареєстрована в Управлінні у справах студентів як вищий навчальний заклад з липня 2018 року.

## Кампус
Бібліотека Королівської академії налічує більше 40 тис. одиниць. Серед творів — понад 12 000 п'єс, у тому числі інформація про біографії, теорію драми, акторську майстерність, історію театру, режисуру, сценічний менеджмент, поезію, соціальну історію тощо. Також присутні тисячі фільмів — від британської та голлівудської класики до сучасних телевізійних драм; документальні фільми і світове кіно. 

## Видатні випускники
| Випускник/Випускниця | Рік випуску | Примітки                                                           |
| -------------------- | ----------- | ------------------------------------------------------------------ |
| Річард Аттенборо     | 1942        | Президент Королівської академії драматичного мистецтва (2003—2014) |
| Шон Бін              | 1983        |                                                                    |
| Кеннет Брана         | 1981        | Президент Королівської академії драматичного мистецтва (2015-)     |
| Джон Гілгуд          | 1925        |                                                                    |
| Саллі Гокінз         | 1998        |                                                                    |
| Ентоні Гопкінс       | 1963        |                                                                    |
| Г'ю Гріффіт          | 1939        |                                                                    |
| Гленда Джексон       | 1956        |                                                                    |
| Синтія Еріво         | 2010        |                                                                    |
| Сюзанна Йорк         | 1958        |                                                                    |
| Вів'єн Лі            | 1934        |                                                                    |
| Джанет Мактір        | 1983        |                                                                    |
| Іян Макшейн          | 1962        |                                                                    |
| Софі Оконедо         | 1990        |                                                                    |
| Пітер О'Тул          | 1955        |                                                                    |
| Гарольд Пінтер       | 1949        |                                                                    |
| Андреа Райзборо      | 2005        |                                                                    |
| Марк Райленс         | 1980        |                                                                    |
| Імелда Стонтон       | 1976        |                                                                    |
| Рейф Файнз           | 1985        |                                                                    |
| Альберт Фінні        | 1956        |                                                                    |
| Майкл Шин            | 1991        |                                                                    |
| Фіона Шоу            | 1982        |                                                                    |